# Eric Tuneld
Eric Tuneld, ursprungligen Tunelius, född på Kila komministerboställe i Västmanland den 22 oktober 1709, död den 3 april 1788 på sin lantgård Ericsholm i Tjärstads socken, Östergötland,  var en svensk geograf.

## Biografi
Eric Tuneld var son till kyrkoherden Eric Tunelius i Sevalla och Brita Simonsdotter Hedman; hans syster var farmor till Gustaf Nibelius och Jan Eric Nibelius.
Som student vid Uppsala universitet inriktade Tuneld sina studier främst mot grekiskan, men måste på grund av dålig ekonomi tidigt arbeta som informator. Han blev 1737 filosofie magister och var 1738-1742 extraordinarie kanslist i Riksarkivet, då han antog namnet Tuneld. Han började 1739 utarbeta sin Inledning til geographien öfver Sverige, som utkom 1741 och, trots att den tillägnades ständerna, varken då eller senare skaffade sin författare någon offentlig uppmuntran, med undantag av titeln hovauditör, som han erhöll 1742. Emellertid bearbetade han fortfarande sitt verk, utgav 5 upplagor av det (2:a upplagan översattes 1749 till tyska) och påbörjade den sjätte, 1785 (fullbordad i 4 band 1792). Under sin livstid korresponderade Tuneld med många ämbetsmän runt om i det svenska riket, inklusive Finland, för att få upplysningar till sin geografi.
Det allmänna bifall, varmed detta banbrytande arbete hälsades, var välförtjänt genom den mångsidighet och relativa fullständighet, som Tuneld alltmer förstod att ge det. 1754 vann han pris i Vitterhetsakademien för en skrift om  Folkungaättens (idag oftare kallad Bjälboätten) i Sverige upphov samt utgav 1784 Svea rikshöfvidsmannen och riksrådet Engelbrecht Engelbrechtsons historia (3 delar). Han erhöll 1758 titeln hovrättsassessor. Efter Tunelds död utkom 7:e upplagan av hans stora arbete (3 band, 1793-1794), och 1827 påbörjade aktuarien i Riksarkivet N. V. Forsslund en ny, fullkomligt omarbetad upplaga, vilken dock företedde många brister och blev ofullbordad (4 band utkom 1827-1833).